# Zegar kwarcowy

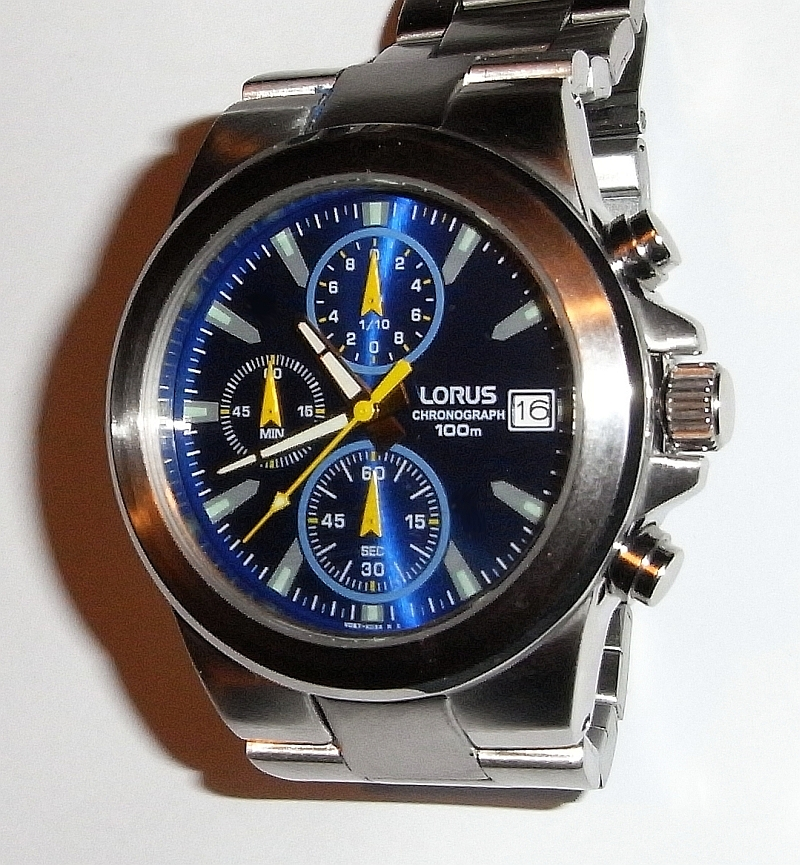
Współczesny zegarek kwarcowy

Zegar kwarcowy – zegar posiadający tarczę ze wskazówkami, w którym do odmierzania czasu wykorzystuje się drgający kryształ kwarcu nazywany rezonatorem kwarcowym. Drgania kryształu są zliczane przez układy cyfrowe, które sterują również silnikiem krokowym przemieszczającym wskazówki po tarczy zegara, co pozwala na pokazywanie przez niego aktualnego czasu. Rezonator kwarcowy wytwarza sygnał o precyzyjnie ustalonej częstotliwości, przez co zegary kwarcowe są co najmniej o rząd wielkości dokładniejsze od zegarów mechanicznych.
Rezonatory kwarcowe są również wykorzystywane do sterowania w zegarkach posiadających wyświetlacze np. LCD zamiast tarcz ze wskazówkami, lecz ich nie nazywa się kwarcowymi, lecz zegarkami cyfrowymi.

## Zasada działania
Działanie zegara kwarcowego opiera się na zjawisku piezoelektrycznym. Zasilany z baterii elektroniczny generator drgań ma w obwodzie sprzężenia zwrotnego kryształ kwarcu drgający z częstotliwością 215=32768 Hz. Drgania wytwarzają impulsy elektryczne, które przechodzą przez zespół dzielników częstotliwości. Każdy dzielnik zmniejsza częstotliwość o połowę, by w rezultacie – po piętnastu podziałach – otrzymać jeden impuls na sekundę (1 Hz). Po każdym z tych jednosekundowych impulsów układ cyfrowy zmienia wskazanie na wyświetlaczu (w przypadku zegarków elektronicznych) lub przesuwa wskazówkę sekundnika o 1/60 pełnego obrotu (w przypadku zegarków wskazówkowych). Impulsy są również wykorzystywane do obliczania setnych części sekundy (w stoperze) oraz do obliczania godziny i daty.

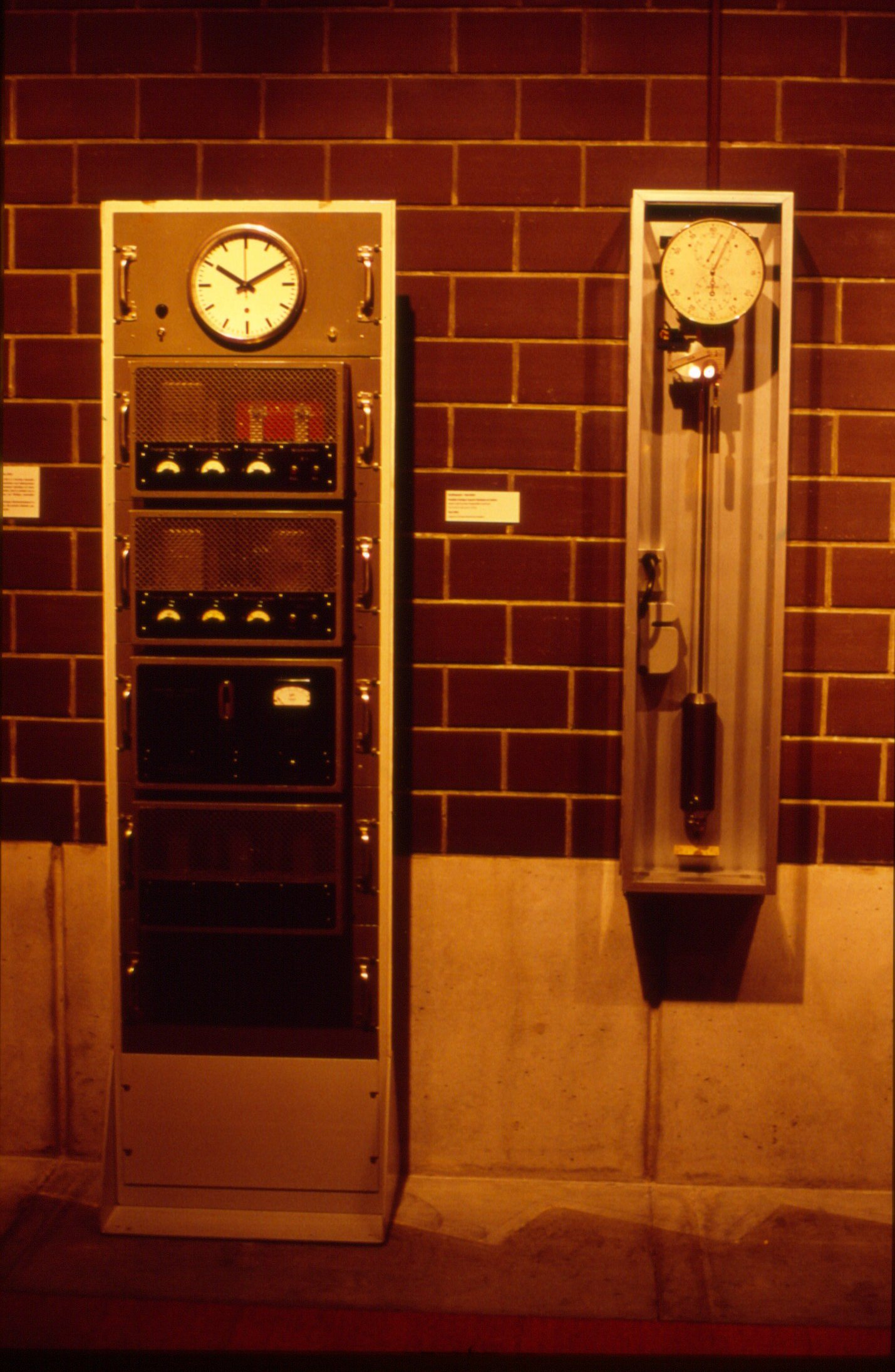
Pierwszy zegar kwarcowy, widoczny po lewej

## Historia
Zegar kwarcowy został skonstruowany w 1927 przez urodzonego w Kanadzie Warrena Marrisona. Przez następne trzy dekady zegary kwarcowe były wykorzystywane jedynie w laboratoriach, co było spowodowane dużymi rozmiarami i konstrukcją podatną na uszkodzenia. W 1932 roku zegary kwarcowe były wystarczająco dokładne by zmierzyć niewielkie tygodniowe zmiany w tempie obrotu Ziemi.
Zegary kwarcowe stały się powszechnie dostępne w latach 70. XX wieku dzięki rozwojowi i obniżce cen półprzewodnikowych układów scalonych. W 1967 roku prototyp szwajcarski i Seiko zadebiutowały podczas dorocznych testów (prowadzonych od 1877 roku) w Neuchatel Observatory. W 1969 roku  japońskie przedsiębiorstwo Seiko stworzyło pierwszy komercyjny kwarcowy zegarek na rękę o nazwie Astron. W 1970 roku zegarki zawierające mechanizm Beta 21 (powstały z prototypowego mechanizmu Beta 2) trafiły do sprzedaży i oferowane były przez 16 różnych szwajcarskich przedsiębiorców, wywołując zmiany na rynku zegarów i zegarków naręcznych określane jako kryzys kwarcowy.
Technologię kwarcową wykorzystuje się również w innych urządzeniach elektronicznych, takich jak np. telefony komórkowe, palmtopy, tablety, komputery czy smartwatche.